# ام.اس. ۴۰۶
M.S.406 (به انگلیسی: Morane-Saulnier_M.S.406) یک هواگرد از نوع هواپیمای جنگنده ساخت شرکت Morane-Saulnier است. هواگرد M.S.406 نخستین پروازش را در ۸ اوت ۱۹۳۵ (M.S.405) میلادی انجام داد. این هواگرد در سال ۱۹۳۸ میلادی رسماً معرفی گردید. در مجموع، تعداد ۱٬۱۷۶ فروند از این هواگرد ساخته شده‌است.